# Салман ібн Хамад ібн Іса Аль Халіфа
Салман ібн Хамад ібн Іса Аль Халіфа (араб. سلمان بن حمد آل خليفة нар. 21 жовтня 1969) — бахрейнський державний діяч, наслідний принц Бахрейну, член сім'ї Аль-Халіфа. Прем'єр-міністр Бахрейну з 11 листопада 2020 року.

## Рання біографія та освіта
Салман — старший син Хамад ібн Іса Аль Халіфа Хамада ібн Іси та його першої дружини Сабікі.
В 1992 році Салман здобув ступінь бакалавра з політології в Американському університеті. В 1994 році здобув ступінь магістра філософії в Квінз-коледжі Кембриджського університету з історії та філософії науки.
В 1999 році став наслідним принцом країни і заснував стипендіальну програму для того щоб здатні старшокласники здобували освіту за кордоном і поверталися в країну.

## Кар'єра
- 1992—1995: заступник голови Бахрейнського центру досліджень і розробок (БЦІР).
- 1995—1999: заступник Міністерства оборони і голова опікунської ради (БЦІР).
- 1999—2008: Головнокомандувач силами оборони країни.
- З 24 лютого 2001: Голова комітету по здійсненню національної хартії дій.
- 3 березня 2002: голова ради Економічного розвитку. Очолює і інші комітети (Урядовий виконавчий, Комітет природних ресурсів і економічної безпеки і Вищий містобудівний).
- З 6 січня 2008: заступник Головнокомандувача силами оборони країни.
- березень 2013 — 11 листопада 2020: перший заступник прем'єр-міністра.
- 11 листопада 2020: прем'єр-міністр.